# زک سوانسون
زک سوانسون (انگلیسی: Zak Swanson؛ زادهٔ ۲۸ سپتامبر ۲۰۰۰) بازیکن فوتبال اهل بریتانیا است.

## دوران باشگاهی
سوانسون در کمبریج متولد شد و در سن ۶ سالگی به آرسنال پیوست و اولین قرارداد حرفه ای خود را در آوریل ۲۰۱۹ با این باشگاه امضا کرد.
در اوت ۲۰۲۰، سوانسون با یک قرارداد قرضی یک فصل به تیم هلندی ام وی وی ماستریخت پیوست، اما پس از انجام تنها سه بازی، در دسامبر ۲۰۲۰ مجدداً به آرسنال فراخوانده شد.